# Momodou Bamba Saho
Momodou Bamba Saho ORG (* 1962 in Bathurst) ist ein gambischer Ökonom. Er war Zentralbank-Gouverneur im westafrikanischen Staat Gambia und ist nun Generaldirektor der der West African Monetary Agency (WAMA).

## Leben
Saho schloss 1988 mit einem Bachelor-Abschluss in Wirtschaftswissenschaften an der International Islamic University in Malaysia ab. 1992 mit einem MSc in Analyse, Design und Management von Informationssystemen an der London School of Economics und qualifizierte sich 1993 als professioneller Buchhalter bei der Association of Chartered Certified Accountants in Großbritannien.
Von August 2007 bis Oktober 2010 Saho war Gouverneur der Zentralbank von Gambia. Er war ab Juni 1988 siebenundzwanzig Jahre lang für die Zentralbank tätig. In dieser Zeit bekleidete er unter anderem die Positionen des Ersten Stellvertretenden Gouverneurs, des Generaldirektors und des Direktors für Bankdienstleistungen. Während dieser Zeit trug er zur Verbesserung der Arbeit der Zentralbank in den Bereichen Währungsoperationen, Staatsverschuldung, Zahlungssysteme, Währungsmanagement, Finanzberichterstattung, Entwicklung von Informationssystemen und Geldpolitik bei. Nach einer Zeit der Wirtschaftskrise in den Jahren 2001–2003 beaufsichtigte Saho unter anderem politische und operative Reformen im Zusammenhang mit der Durchführung der Geldpolitik, der Aufsicht über den Finanzsektor, der Unabhängigkeit der Zentralbank sowie der Buchführungs-, Budgetierungs- und Managementpraktiken, die dazu beitrugen, die Glaubwürdigkeit der Zentralbank zu erhöhen und zur Wiederherstellung der makroökonomischen Stabilität beizutragen.
Von 2007 bis 2009 war Herr Saho Vorsitzender der Gambia Divestiture Agency. Außerdem war er von 2007 bis 2010 Mitglied der National Planning Commission of The Gambia und von 2008 bis 2010 Vorsitzender der Gambia Telecommunications Company. Er war zunächst als Stellvertretender Geschäftsführer dann Geschäftsführer für die Gruppe 1 der afrikanischen Länder beim Internationalen Währungsfonds (IWF) im Zeitraum von November 2010 bis Oktober 2014 tätig. Beim IWF vertrat und verteidigte er die Interessen von 22 afrikanischen Staaten südlich der Sahara im Exekutivdirektorium und trug zur Überwachung des IWF bei, um sicherzustellen, dass dieser sein Mandat wirksam ausführt. Saho hatte auch den Vorsitz des Ethikausschusses des Exekutivrats inne.
Saho übernahm am 8. August 2016 die Position des Generaldirektors der West African Monetary Agency, einer Tochterorganisation der Westafrikanische Wirtschaftsgemeinschaft in Freetown (Sierra Leone).

## Auszeichnungen und Ehrungen
- 2009: Officer of the Order of the Republic of The Gambia (ORG)[3]